# Linguaggio iconico
Il linguaggio iconico, in arte, è il particolare linguaggio che utilizzando tutta una serie di simboli esprime il messaggio che l'icòna vuole trasmettere al fedele che la contempla. Esso non muta nel tempo. Si trova nell'arte bizantina.
Nella religione ortodossa l'icona più che un oggetto d'arte è preghiera essa stessa, ed ha la funzione di fissare negli occhi del fedele le stesse verità di fede che questi potrebbe acquisire attraverso l'ascolto o la lettura delle Sacre Scritture.
Il linguaggio delle icone si esprime attraverso tutta una serie di simboli, che si possono scoprire attraverso la contemplazione dell'icona stessa, ed è espresso dalla postura, dagli atteggiamenti, dai colori dei vestiti e degli sfondi.
Così il rosso è il simbolo della passione, dell'umano, l'azzurro è il simbolo del divino, il colore dorato è simbolo di regalità mentre il verde è il simbolo della giovinezza, della vitalità e dell'umano.
Quindi osservare un'icona che rappresenta la Vergine Maria, che indossa una tunica rossa ed è rivestita da un manto azzurro, significa che si tratta di una creatura umana che successivamente è stata divinizzata.
Il Cristo è spesso rappresentato con una tunica rossa ed un manto azzurro, in quanto è Dio stesso che ha assunto una natura umana.
Nella famosa icona della Trinità di Mosca attribuita ad Andrej Rublëv del 1411, che rappresenta tre figure assise attorno ad una tavola con un calice al centro, lo Spirito Santo è raffigurato rivestito da un manto verde, che è il colore dello Spirito datore di vita.